# 마리 앙투아네트 증후군
마리 앙투아네트 증후군(Marie Antoinette syndrome)은 머리카락이 갑자기 하얗게 변하는 증후군이다. 이 증후군의 이름은 프랑스의 마리 앙투아네트가 프랑스 혁명 기간 중 불운한 바렌 사건 이후 체포되면서 자신의 머리카락이 하얗게 변한 것을 관찰한 것에서 비롯되었다. 목격자들은 세 차례 앙투아네트의 머리카락이 갑자기 하얗게 바뀌었다고 주장하였다.

## 기록된 사례
역사적으로 기록된 최초의 실제 사례는 과로로 인해 머리가 하얗게 바뀐 17세 유대인 학자의 이야기를 통해 탈무드에 표현되어 있다.
현대 사례의 경우, 제2차 세계 대전의 원폭 피해자들 및 최근의 사례를 통해 기록되고 있다.

## 병인
이 증후군은 원형 탈모증의 확산 또는 흉터를 남기지 않는 자가 면역 탈모증으로 간주되며, 유색의 모든 머리카락에 선별적으로 영향을 미침으로써 흰 머리카락만 남게된다.
자가 면역 매커니즘을 활성화하는 증상이 슬픔과 공포를 포함하여 상정할 수 있지만, 분노, 극심한 스트레스 등도 포함할 수 있다.